# Sloboda Mićalović
Sloboda Mićalović Ćetković serb. Слобода Мићаловић Ћетковић (ur. 21 sierpnia 1981 w Leskovacu) – serbska aktorka teatralna i filmowa.

## Życiorys
Jest córką aktora Dragana Mićalovicia i fryzjerki Milicy. Ukończyła liceum muzyczne, a następnie rozpoczęła studia aktorskie w Akademii Teatralnej, w klasie Predraga Bajčeticia. Na scenie teatralnej zadebiutowała jeszcze w czasie studiów. Występowała na deskach Teatru Terazije, a od 2012 w Teatrze Narodowym w Belgradzie.
Po kilku niewielkich rolach w serialach, w 2002 zagrała główną rolę w filmie Zona Zamfirova, a następnie Jeleny Čađenović w serialu M(j)ešoviti brak. W latach 2008–2009 zagrała w serialu telewizyjnym Ranjeni orao, który miał największą oglądalność w dziejach serbskiej telewizji. Od 2011 występowała w serialu Nepobedivo srce. Dorobek artystyczny Slobody Mićalović obejmuje 15 filmów i seriali telewizyjnych.

## Nagrody i wyróżnienia
W roku 2009 została wyróżniona nagrodą dla najlepszej serbskiej aktorki (Serbski Oskar), a także nagrodą aktorską Dr. Branivoja Đorđevicia.

## Życie prywatne
12 maja 2008 wyszła za mąż za aktora Vojina Ćetkovicia, którego poznała na planie filmu Zona Zamfirova i przyjęła jego nazwisko. W grudniu 2010 przyszły na świat dzieci Mila i Vera. Mićalović mieszka w Nowym Belgradzie.

## Role filmowe (wybór)
- 2002: Klasa 2002
- 2002: Zona Zamfirova jako Vaska
- 2002: Ko čeka dočeka
- 2002: Podijum jako Emanuela
- 2003-2007: M(j)ešoviti brak jako Jelena Čađenović
- 2004: Pljačka Trećeg rajha jako Sana
- 2007-2008: Ne daj se, Nina jako Vanesa
- 2008: Kraljevina Srbija jako Natalia Obrenović
- 2008-2009: Ranjeni orao jako Anđelka Bojanić
- 2011: The runner jako Tijana
- 2011: Nepobedivo srce jako Milena Novaković
- 2016: Santa Maria della Salute jako Olga Dunderski
- 2017: Nemanjići – rađanje kraljevine jako Anna Dandolo
- 2021-2024: Tajne vinove loze jako Vera (serial)
- 2022: Bilo jednom u Srbiji jako Ružica
- 2024: Jorgovani jako Katarina